# Censura en Suecia
Suecia protege la libertad de expresión, y fue un país pionero en abolir oficialmente la censura. No obstante, todavía existen ciertas restricciones, relativas a la pornografía infantil y los discursos de odio.

## Abolición de la censura
Durante la Frihetstiden («Era de la Libertad»), Suecia fue el primer país en introducir una ley constitucional que aboliese la censura y garantizase la libertad de prensa, después de que un comité del parlamento redactara la Ley para la Libertad de Impresión en 1766. Esta ley también fue la primera en todo el mundo que hizo posible que los ciudadanos pudiesen consultar libremente la mayoría de documentos oficiales de las autoridades estatales. Este derecho de 1766 es todavía una parte importante de la Constitución de Suecia, y todas las actas sobre libertad de información del mundo han surgido, en uno u otro modo, como una adaptación de este «principio de disponibilidad pública» (Offentlighetsprincipen) sueco. El principal promotor de esta parte de la Constitución de Suecia fue Anders Chydenius, miembro del parlamento perteneciente al estamento eclesiástico. La libertad de prensa también se garantizaba en el Estatuto de Prensa Libre de 1812.
Tras el absolutismo ejercido entre 1772 y 1809 por el rey Gustavo IV Adolfo, durante el cual se restableció la censura, la libertad de prensa fue reintroducida por el parlamento en la constitución de 1810. Desde entonces, la estricta prohibición de cualquier forma de censura previa a la publicación de libros y otros medios impresos ha sido uno de los principales pilares de la libertad de prensa de Suecia. No solo es ilegal la existencia de una autoridad censora, sino también cualquier medida cautelar por parte de las autoridades para suprimir o restringir un libro o cualquier medio escrito antes de su publicación. La toma de medidas cautelares a la que se recurre en muchos países para frenar la publicación o distribución de ciertas afirmaciones, datos o imágenes no es posible en Suecia.
Bajo el reinado de Carlos XIV Juan, el gobierno tuvo, durante algunos años, poder para impedir que un periódico siguiera publicándose. Esta prohibición era sorteada fácilmente por la prensa, sencillamente cambiando de forma sutil el nombre del periódico, así que las restricciones fueron finalmente abolidas.
Tras las experiencias sufridas durante la II Guerra Mundial (véase la siguiente sección), el parlamento aprobó una nueva ley constitucional sobre la libertad de impresión (Tryckfrihetsförordningen) en 1949. Esta ley protege de modo detallado las publicaciones escritas, desde la protección de las fuentes hasta la edición, impresión, distribución y lectura, gracias a procedimientos especiales para los juicios por delitos de prensa. Dichos procedimientos establecen, por ejemplo, que los juicios deben celebrarse ante jurado, y es necesaria una mayoría de dos tercios del jurado para poder declarar culpable a la publicación. Además, existen otras reglas por las cuales es imposible, para el estado u otros intereses privados, emprender acciones legales contra varias personas relevantes para la producción de la mencionada publicación.
La responsabilidad legal recae únicamente en el autor del libro o, en el caso de los periódicos, en el director de la publicación, aplicándose leyes diferentes solamente en los casos de autores anónimos o desconocidos. No es posible, por ejemplo, tomar acciones legales contra reporteros, fuentes, distribuidores o impresores por el contenido de un libro o periódico, siendo esta solo una de las numerosas medidas con las que la constitución sueca protege la libre prensa. Además, desde el año 1992, se brinda la misma protección a los medios electrónicos gracias a una ley constitucional paralela, si bien existen excepciones que permiten la regulación de la radio y la televisión, así como la censura de las películas proyectadas en los cines.
No obstante, sí existen en la ley sueca algunos delitos que conciernen al uso indebido de la palabra escrita u oral, entre los que se encuentra una ley contra los discursos de odio, considerados un delito contra el orden público. Solo un fiscal especial, que se encuentra constitucionalmente obligado a tener en especial consideración la importancia de la libertad de expresión para una sociedad libre, puede tomar acciones legales contra estos discursos de odio.

## Durante la II Guerra Mundial
Durante la II Guerra Mundial, la presión ejercida por la Alemania nazi hizo que el gobierno recomendase a los medios suecos no publicar textos que Alemania pudiese considerar tendenciosos. Karl Gustaf Westman, ministro de Justicia, rescató una antigua ley, considerada obsoleta desde hacía tiempo, que prohibía publicar «escritos ofensivos» contra cualquier estado extranjero. El escritor socialista Ture Nerman fue condenado a tres meses de prisión en el invierno de 1939 por un artículo antinazi en el periódico Trots allt! —«¡A pesar de todo!»—, del que era editor. Otro antifascista, Israel Holmgren, fue condenado por un tribunal sueco en 1942 por su libro Nazisthelvetet, «El infierno nazi». Holmgren fue finalmente amnistiado, y decidió publicar su libro después de todo; no obstante, le cambió el título a un irónico Nazistparadiset, «El paraíso nazi».
Estos y otros casos de censura mostraron la necesidad de fortalecer la protección de la prensa libre. Un comité presidido por el antiguo ministro liberal de Justicia, Natanael Gärde, e integrado por conocidos periodistas y escritores, como el socialista Rolf Edberg y los liberales Knut Petersson y Axel Brusewitz, redactó una propuesta para la revisión de la ley constitucional sobre la libertad de impresión. Esta propuesta introducía una mayor protección para la distribución de las noticias, y fue aprobada por el parlamento con ligeros cambios.

## Censura cinematográfica
El organismo de censura cinemátográfica sueco había sido desde 1911, el "Statens biografbyrå". En 2011, el "biografbyrå" fue sustituido por un nuevo organismo, que es desde entonces el encargado de clasificar las películas por edades. Desde la abolición de Statens Biografbyrå, la censura de las películas en Suecia fue oficialmente removida.
Statens biografbyrå supervisó las leyes de censura que declaraban que las películas "no deberán incluir cualquier material que ofenda a la decencia pública o falte el respeto a las autoridades o individuos privados, ni imágenes en las que se representen asesinatos, robos u otros crímenes serios, y las exhibiciones abiertas a los niños, no deben incluir imágenes que representen eventos o situaciones que puedan provocar emociones de terror o miedo en la audiencia o por otros motivos por los cuales pudiese ser considerado inadecuado para que los niños lo miren."
El nuevo organismo, Statens medieråd, determina los límites de edad para las películas. Los límites de edad son de 7, 11 o 15 años. La mayoría de las películas en la que las personas son asesinadas o agredidas tienen 15 años como edad límite, y las películas con actos sexuales (incluso si no se muestran escenas detalladas) tienen 11 años como edad límite. Esto difiere significativamente del caso de Estados Unidos, donde la clasificación de películas con actos sexuales es más severa que la de las películas con violencia
Todos los documentos sobre la revisión de las películas, incluidas las escenas cortadas, están disponibles para el público. Algunas películas han sido completamente prohibidas y su visualización no está disponible. La lista de películas prohibidas incluye Nosferatu, el vampiro (prohibida por horror excesivo), Mad Max y The Texas Chainsaw Massacre: The Next Generation. La última película importante en ser cortada fue la película de 1995 Casino.

## Instalaciones militares

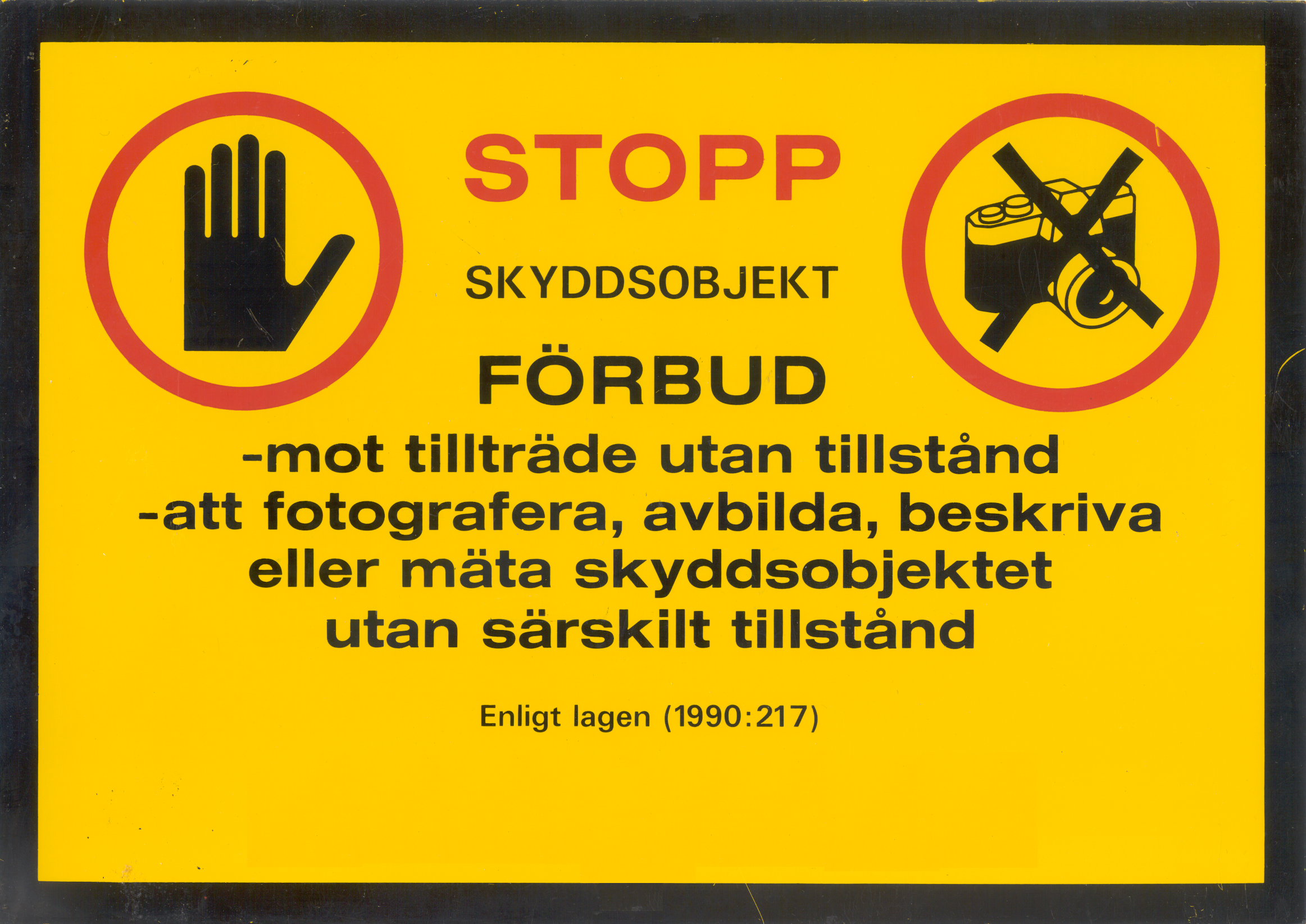
Señal sueca para una fortificación oficial

También es ilegal fotografiar o de cualquier manera hacer un cuadro de, o describir (por escrito) y/o publicar imágenes o documentos de instalaciones militares y otros "objetos protegidos" (skyddsobjekt). La designación de "objeto protegido" puede ser aplicada a instalaciones, áreas geográficas, barcos y aviones, en interés de la Seguridad nacional
La designación de las instalaciones militares es responsabilidad de las Fuerzas Armadas Suecas, mientras que para las instalaciones civiles - tales como infraestructuras o instalaciones de defensa ante situaciones críticas - la responsabilidad de identificación y designación recae sobre el local Consejo Administrativo Regional de Suecia
La protección local (tanto civil como militar) tiene el derecho de confiscar y/o destruir imágenes, documentos y equipos que se describan o se utilicen para representar las áreas u objetos protegidos.

## Discurso del odio
Suecia prohíbe el Discurso del Odio, y lo define públicamente como hacer declaraciones que amenazan o expresan irrespeto a una etnia o grupo similar en cuanto a su raza, color de piel, origen nacional o étnico, creencias u orientación sexual. El crimen no prohíbe un debate pertinente y responsable (en saklig och vederhäftig Diskussion), ni las declaraciones hechas completamente en una esfera privada. Hay restricciones constitucionales relativos a cuáles actos se criminalizan, así como límites establecidos por la Convención Europea de Derechos Humanos.
La comisión de orientación sexual, añadida en 2002, fue utilizada para condenar al pastor Pentecostal Åke Green de incitar al odio contra la homosexualidad en un sermón de 2003. Su condena fue revocada más tarde. Otro caso notable fue el de Dan Berner y Björn Björkqvist quienes fueron condenados por incitar al odio contra el Islam